# Des Allemands
Des Allemands és una població dels Estats Units a l'estat de Louisiana. Segons el cens del 2000 tenia 2.500 habitants.

## Demografia
Segons el cens del 2000, Des Allemands tenia 2.500 habitants, 943 habitatges, i 714 famílies. La densitat de població era de 111,1 habitants/km².
Dels 943 habitatges en un 32,4% hi vivien nens de menys de 18 anys, en un 58,4% hi vivien parelles casades, en un 11,1% dones solteres, i en un 24,2% no eren unitats familiars. En el 20,1% dels habitatges hi vivien persones soles el 8,5% de les quals corresponia a persones de 65 anys o més que vivien soles. El nombre mitjà de persones vivint en cada habitatge era de 2,65 i el nombre mitjà de persones que vivien en cada família era de 3,03.
Per edats la població es repartia de la següent manera: un 26% tenia menys de 18 anys, un 8,6% entre 18 i 24, un 28,4% entre 25 i 44, un 23,8% de 45 a 60 i un 13,2% 65 anys o més.
L'edat mediana era de 36 anys. Per cada 100 dones de 18 o més anys hi havia 94 homes.
La renda mediana per habitatge era de 27.908 $ i la renda mediana per família de 32.946 $. Els homes tenien una renda mediana de 33.125 $ mentre que les dones 21.433 $. La renda per capita de la població era de 15.306 $. Entorn del 16,2% de les famílies i el 21,4% de la població estaven per davall del llindar de pobresa.

## Poblacions més properes
El següent diagrama mostra les poblacions més properes.